# Synarthrophyton
Synarthrophyton,  rod crvenih algi iz potporodice Melobesioideae, dio porodice Hapalidiaceae. Podstoji nekoliko vrsta, a tipična je morska vrsta S. patenaFoslie 1895.

## Vrste
1. Synarthrophyton chejuense J.H.Kim, H.Chung, D.S.Choi & I.K.Lee
2. Synarthrophyton eckloniae (Foslie) Keats & Y.M.Chamberlain
3. Synarthrophyton magellanicum (Foslie) Keats & Y.M.Chamberlain
4. Synarthrophyton munimentum Keats & Maneveldt
5. Synarthrophyton neglectum (Foslie) M.L.Mendoza
6. Synarthrophyton papillatum Manefeldt, Keats & Y.M.Chamberlain
7. Synarthrophyton patena (J.D.Hooker & Harvey) R.A.Townsend - type
8. Synarthrophyton pseudosorus A.S.Harvey
9. Synarthrophyton robbenense Keats & Maneveldt
10. Synarthrophyton schielianum Woelkerling & M.S.Foster
11. Synarthrophyton schmitzii (Hariot) M.L.Mendoza, S.Molina & P.Ventura